# Hostavice
Hostavice – część Pragi. W 2008 zamieszkiwało ją 1700 mieszkańców.